# Hex (serie de televisión)
Hex (llamada Hechizos en Latinoamérica) es un programa de televisión británico desarrollado por Shine y transmitido por el canal Sky One en 2004 y 2005. La historia trata de una escuela inglesa que se convierte en el campo de batalla entre una entidad demoníaca y los brujos que se oponen a ella.  
La serie muestra temas como el sexo adolescente, el alcohol y el consumo de drogas, enfermedades mentales, aborto y sacrificios humanos. Fue cancelada en abril de 2006 después del final de la segunda temporada.
La temporada 1 consta de 6 episodios, mientras que la temporada 2 consta de 13 episodios.
El programa se estrenó en Estados Unidos en BBC America.

## Sinopsis
Desde su comienzo, Hex  parece ser la historia de Cassie Hughes, una joven atractiva de unos 17 años que se inscribe en una nueva escuela llamada Medenham Hall, lugar en donde se llevó a cabo la escandalosa matanza de las brujas Medenham. Su madre está en un manicomio y nunca se menciona a su padre.  A Cassie se le dificulta encajar en el entorno social, excepto con su compañera de habitación, Thelma, una chica extrovertida sin pelos en la lengua. 
Cassie encuentra un jarrón antiguo de cerámica con el que se corta. Entonces descubre que es descendiente de las Brujas Medenham, viendo sorprendentes visiones y sueños, que se esfuerza por interpretar y un creciente poder de telequinesia que sólo es capaz de convocar en momentos de estrés. Cassie es acechada por un extraño que se hace llamar Azazeal, líder de los nefilim bíblicos (ángeles caídos, demonios) que afirma estar enamorado de Cassie.
Hay un terrible percance en el internado: una muerte. Thelma ha sido asesinada por Azazeal como sacrificio para aumentar sus fuerzas. Pero la sorpresa es que Thelma se queda en el mundo de los vivos porque el velo entre los dos mundos está un poco abierto. Así que Cassie sigue viendo a Thelma, que está con ella todo el día. Thelma come chucherías, cotillea, espía a chicas guapas y se introduce en los sueños de la gente (cosa que le encanta).
El plan de Azazeal es tener un hijo, porque al hacerlo el velo entre el mundo de los vivos y los muertos se abrirá definitivamente y todos los nefelim (los demonios) causarán el caos en el mundo.
Cassie empieza a cambiar: se arregla más y se vuelve un poco más arrogante. Azazeal la seduce y ella queda embarazada. El feto crece muy rápido y ella decide que lo mejor es abortar. Pero el aborto resulta ser un nacimiento prematuro, porque Azazeal se lleva al bebé del centro de aborto.
El niño se llama Malaquías y significa el caos total del mundo de los vivos, ya que con el tiempo cada vez entrarán más demonios.
Entonces aparece Ella Burns (con aspecto de tener 17 años, pelirroja, blanca, guapa y seductora), una hechicera que lleva 400 años evitando que Azazeal pueda tener hijos y que al fracasar en ello pretende retrasar un poco lo que no ha podido evitar.
Ella se las ingenia para matar al bebé Malaquías (que crece rápidamente), pero en el momento de clavar en el corazón del niño un cuchillo Cassie se interpone como buena madre que ha resultado ser. Entonces Thelma (que también puede ser vista por Ella) se resiente con la bruja y hace un trato con Azaziel. Si ella le entrega a él un amuleto que guarda Ella sin que la bruja se entere, Azaziel le permitirá ver a Cassie por última vez. Como no fue él quien la mató, no pudo hacer que se quedara en el mundo de los vivos y resulta haberla engañado para eliminar a Ella.
Thelma descubre que un grupo de médicos que están confabulados con Azaziel ha encerrado en un manicomio a Ella y que han logrado debilitarla al quitarle su amuleto de inmortalidad.
Segundos antes de que muera, Thelma y un chico enamorado de Ella la salvan.

## Reparto y personajes
- Cassandra "Cassie" Hughes (Christina Cole) es rubia, ojos azules, delgada y un poco marginada al principio de la serie. Es descendiente de las brujas de Medanham y será tentada por Azazeal para concebir a su hijo. Finalmente muere a manos de Ella Dee Burns, al tratar de proteger a su hijo Malaquías.

- Thelma Bates (Jemima Rooper) es la mejor amiga de Cassie y siente amor por ella.  Tiene el pelo castaño y lleva un vestido de fiesta con el que muere, sacrificada por Azazeal. Le encanta comer, ya que un fantasma no puede engordar, y lo hace a todas horas. Más tarde le roba un jersey y unos vaqueros a un cadáver que estaba en la morgue.

- Azazeal (Michael Fassbender) es un ángel caído y el líder de los nephelim. Seduce a Cassie con el fin de tener un hijo. En realidad no es malo, sólo quiere seguir su plan. Cuando muere Cassie lo lamenta de veras. Como Cassie no quiso tener el hijo, seduce a una profesora del internado (Jo) para que cuide del pequeño Malaquías.

- Roxanne Davenport (Amber Sainsbury) se presenta como el líder manipulador del grupo popular de la escuela, pero más tarde se arrepiente y dedica a Dios, con el fin de hallar la paz con sus acciones.

- León Taylor (Jamie Davis) es el compañero de estudios de Cassie. Se convierte en el interés amoroso de Ella y se mete en el mundo de lo sobrenatural por Thelma, a fin de salvar su vida.

- Ella Dee Burns (Laura Pyper) es una bruja que ha estado tratando que Azazeal no logre tener un hijo durante siglos. Ella desarrolla sentimientos hacia León y posteriormente hacia Malaquías (tercera temporada).

- Malaquías (Joseph Beattie) es el hijo de Cassie y Azazeal. Es nombrado mesías de los ángeles caídos. Después de su rápido crecimiento durante la serie se incorpora a Medanham Hall con el fin de seducir a las estudiantes y en especial a Ella, hasta cierta ocasión en que traiciona y mata a una inocente.

## Emisión internacional
Para Latinoamérica la serie fue doblada completamente al español con el nombre de Hechizos, emitiéndose por el canal de televisión de pago A&E en Chile por el canal de señal abierta Telecanal y en Venezuela por el canal Televen. En 2011 se emite en Ecuador por el canal Latele. Se transmitió completa en Costa Rica por Repretel Canal 11 durante el mes de julio del 2012 a las 2:00 a. m.. Para España la serie fue doblada y emitida por Canal+ (España).